# La Cisterna
La Cisterna is een gemeente in de Chileense provincie Santiago in de regio Región Metropolitana. La Cisterna telde 90.119 inwoners in 2017.
- Library of Congress Control Number: n88245040
- Nationale Bibliotheek van Israël: 987007562638805171
- Virtual International Authority File: 156050839